# Едгар Рајс Бароуз
Едгар Рајс Бароуз (енгл. Edgar Rice Burroughs) био је амерички књижевник, најпознатији по стварању хероја из џунгле – Тарзана, и марсовског авантуристе Џона Картера, мада је написао и велики број дела у разним жанровима.

## Бароузова дела у Србији и Југославији
- Тарзан (у деловима 1925) / Тарзан као мајмун – доживљаји човјека кога су уграбили мајмуни (1924) / Тарзан међу мајмунима (1965)
- Тарзанов син 2 – Тарзанов син и Мејрима (19..?)
- Тарзан опет у прашуми (19..?)
- Тарзан као побједник (19..?)
- Тарзан се враћа (1964)
- Тарзан и његов син (1964)
- Тарзан господар џунгле (1964)
- Тарзан и човјек лав (1985)
- Тарзан и људи леопарди (1965)
- Тарзан и Тарзани близанци (1965)
- Тарзан и златни лав (1965)
- Тарзан Неукротиви (1965)
- Тарзан и његове животиње (1986)
- Џон Картер са Марса (1991)
- Тарзан Величанствени (1991)
- Одметник из замка Торн (2001)
- Тарзан и изгубљена империја (2001)
- Авантуре на изгубљеном острву (2004)
- Одлазак са изгубљеног острва (2004)
- Ишчезли континент (2004)
- Тарзан у подземном свету (2004)
- Тарзан и драгуљи Опара (2004)
- Гусари са Венере (2008)
- Ратни поглавица (2008)
- Марсовска принцеза (2019)